# لحام احتكاكي

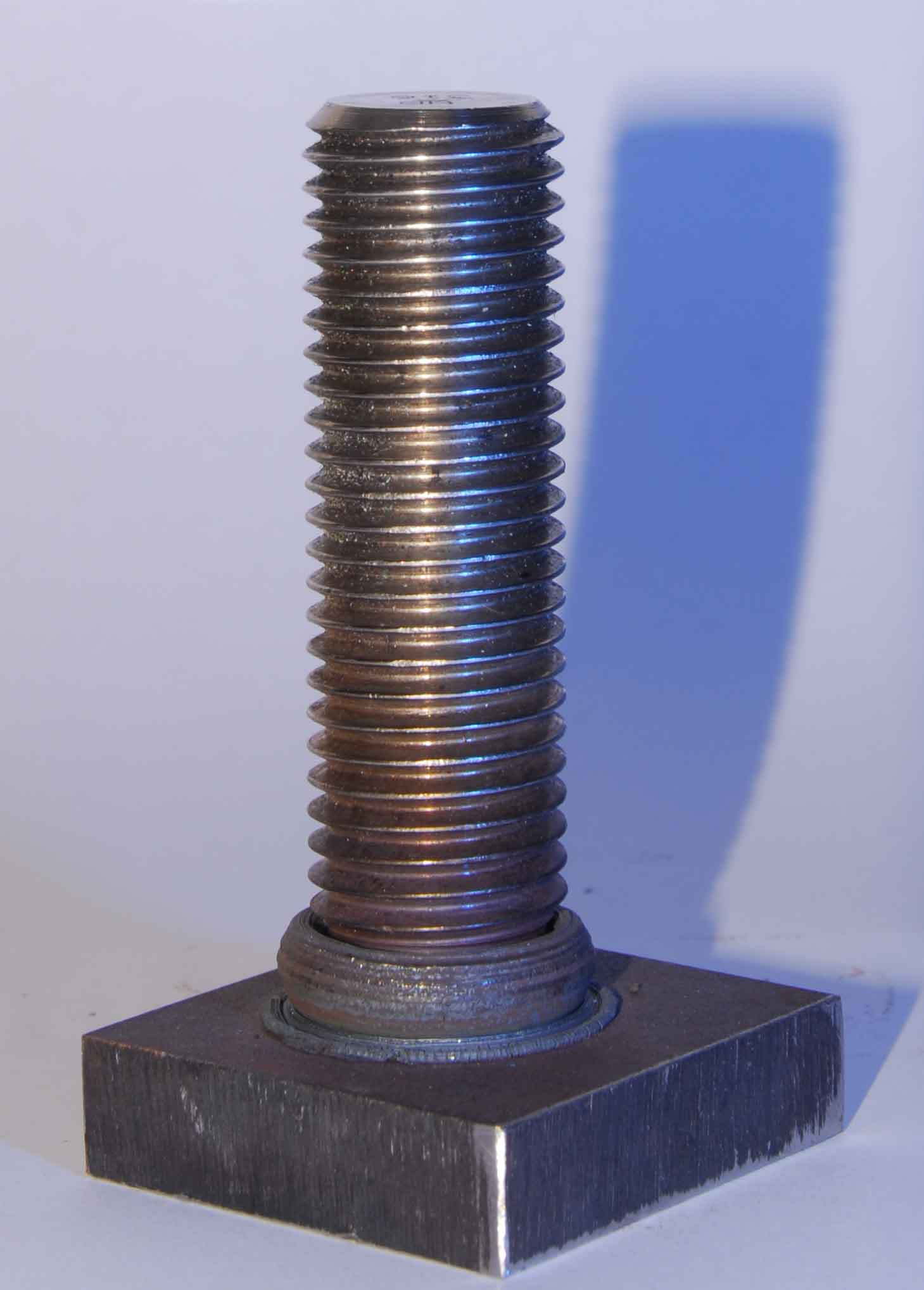

لحام احتكاكي (بالإنجليزية: Friction welding) هي طريقة للحام المواد الصلبة، تتولد فيها حرارة اللحام عن طريق حك إحدى القطع بقطعة ثابتة أخرى ثم الضغط على القطعة المتحركة بحيث تغوص في القطعة الثابتة. ونظرا لعدم حدوث انصهار للمادة خلال العملية فالعملية تعتبر مجازا عملية لحام، وإنما تعتبر التقنية تقنية طرق. ويستخدم اللحام الاحتكاكي للحام المعادن ولحام البلاستيك في قطاعات صناعة الطائرات والسيارات.

## اقرأ أيضا
- مزدوج معدني
- لحام فيض الإلكترونات
- لحام بالأشعة السينية
- دليل عملية اللحام